# Национални парк Лафајет
Национални парк Лафајет је јаван парковски простор од 7 јутара (2.8 ha) који се налази северно од Беле куће у Вашингтону у Сједињеним Америчким Државама, у  улици H Street. Омеђен је Џексон Плејсом на западу, Медисон Плејсом на истоку и Пенсилванија Авенијом на југу. 
Парк  који је пројектовао архитекта Чарлс Булфинч 1821. године, по његовом завршетку након неколико година, добио је име по првом државном госту који је боравио у Белој кући, генералу маркизу де Лафајету, аристократи и хероју Америчког револуционарног рата (1775–1783). У парку се налази неколико статуа револуционарних хероја из Европе, укључујући Лафајета, док је у његовом центру позната статуа седмог америчког председника генерал Ендру Џексон са почетка 19. века на коњу са подигнута оба предња копита коња.

## Историја
Кроз историју земљиште које обухвата парк Лафајет коришћено је као тркачка стаза, изложбено место за животиње у кавезима, гробље, пијаца робова и логор за војнике, као и место за многе политичке протесте и прославе које се настављају и данас. 
Првобитно назван трг Лафајет, некада је био главна стамбена адреса, многих важних становника који су били потпредседници, чланови Конгреса и страни амбасадори. У парку још увек постоје куће морнаричког хероја Стивена Декејтура и бивше прве даме Доли Медисон. Парк има и  цркву Светог Јована, која се често назива Председничка црква. На месту где се налази Трезорски анекс некада је постојала и Фреедман'с Банк, чији је директор био Фредерик Даглас.
До 20. века парк који је био познат под називом Лафајет парк, данашњи изглед осмуислио је  Џон Карл Варнеке 1960-их. 
Захваљујући залагању председника Џона Ф. Кенедија и његова супруге, 1960-их, довнета је одлука да се парк прогласи за националним историјским обележјем 1970. године, и у њему очувају зграда које га окружују. 

## Изглед
Парк је окружен зградама које датирају из раног 19. века и уређене су у различитим стиловима. Због своје близине националним центрима моћи, многи од њих имају посебан значај и независно су наведене као националне историјске знаменитости.
- Неке од знаменитих зграда у парку

### Западна страна парка
Западна страна трга Лафајет је Џексонов трг, који је окружен низом градских кућа које су изграђене од средине до касног 19. века. Две на јужном крају су део комплекса Блаир Хоусе за посете достојанственика; једна од њих, Кућа Питера Паркера, је национална историјска знаменитост. 734 Јацксон Плаце је такође познат као кућа Америчког друштва мира, а 736 Јацксон Плаце је била привремена резиденција 26.председника Теодора Рузвелта, док је Бела кућа реновирана 1902. 748 Јацксон Плаце, на северном крају блока, зове се Децатур Хоусе; то је истакнути сачувани дизајн Бењамина Хенрија Латробеа.
Са западне стране Беле куће налази се зграда извршне канцеларије Ајзенхауера, грађена у периоду од 1871. до 1888. године, као зграда Одељења за државу, рат и морнарицу, и некада је била највећа пословна зграда на свету.

### Северна страна парка
Трг Лафајет је на северу окружен улицом Х. Од запада према истоку, у зградама ду овед улице су зграда Привредне коморе САД, хотел Хеј-Адамс, епископална црква Светог Џона, кућа Ашбуртон и седиште Одељења за борачка питања Сједињених Америчких Држава.

### Источна страна парка
Мадисон плејс се простире на тргу Лафајет на истоку. Зграде које се налазе испред њега укључују зграду националног суда Хауарда Т. Маркија, кућу Бенџамина Огла Тејлоа, кућу Кутс-Медисон и зграду Фридман банке. Са источне стране Беле куће налази се зграда Трезора.

### Урне и морнаричко двориште
Две урне се налазе на јужној страни округа, између Џексон Плејса и Медисон Плејса. Свака од њих има висину од 5 стопа и ширину од 4 стопе, а направљени су од бронзе са гранитним основама. Бочне стране урни су украшене класичним женским фигурама. Урне су биле део оригиналног плана парка који је дизајнирао Ендру Џексон Даунинг 1852. Можда их је дизајнирао Даунинг или његов помоћник Калверт Во. Урне су изливене у њујоршкој ливници по наређењу Џорџа М. Робесона, који је у то време био секретар америчке морнарице. 
Урне су првобитно биле постављене на гранитне подлоге у центру две мале цветне гредице на источној и западној страни статуе Ендру Џексона. Године 1879. опремљене су металним посудама које су им омогућавале да се користе као саксије за цвеће. 
Када је парк редизајниран 1936. године, урне су премештене на садашњу локацију.
- Неки од знаменитих споменика у парку